# Isola della Bocca
L'isola della Bocca è un'isola del mar Tirreno situata a ridosso della costa nord-orientale della Sardegna, all'interno del golfo di Olbia. Ospita il faro della Bocca.

Appartiene amministrativamente al comune di Olbia.